# Gomphidia kruegeri
Gomphidia kruegeri – gatunek ważki z rodziny gadziogłówkowatych (Gomphidae).